# Macowania pinifolia
Macowania pinifolia là một loài thực vật có hoa trong họ Cúc. Loài này được (N.E.Br.) Kroner mô tả khoa học đầu tiên năm 1980.